# Seeschlag

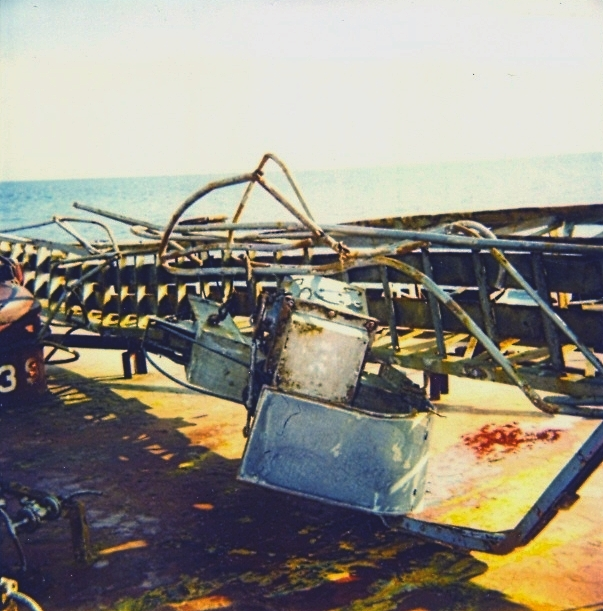
Durch Seeschlag beschädigte vordere Laufbrücke des Tankers Oshima Spirit nach einem Taifun im südchinesischen Meer im November 1993

Seeschlag (englisch: seawash) bezeichnet die an Deck von Schiffen oder schwimmenden Konstruktionen hervorgerufenen Einwirkungen sowie Schäden durch ungebrochen massiv auf Deck einwirkendes Wasser (im Gegensatz zu Spritzwasser). Das ungebrochen an Deck eintreffende Wasser wird seemännisch auch Blaues Wasser oder Grünes Wasser (englisch: green water) genannt. Obgleich Seeschlag im strengen Wortsinn die Folge des Blauen Wassers ist, werden beide Begriffe oftmals synonym verwendet.

## Einzelheiten
Seeschlag durch Blaues Wasser an Deck kann durch eine Reihe von Ursachen hervorgerufen werden. Als Ursachen kommen beispielsweise in Frage:
- Schweres Wetter,
- Wechselwirkungen zwischen Wind und Strom,
- sowie Unterschneiden des Vorschiffs durch
  - zu hohe Geschwindigkeit,
  - falschen Trimm oder
  - mangelnden Auftrieb.

Besonders bekannt, wenn auch selten, sind des Weiteren Begegnungen mit Monsterwellen. Ungebrochen einwirkendes Wasser löst in solchen Fällen hohe Druckbelastungen an Teilen der Schiffsstruktur sowie an eventuell vorhandenen Decksladungen aus. Auch können durch hartes Aufsetzen des Vorschiffs (Slamming) Beschädigungen an den Bodenplatten auftreten.